# 六日町駅

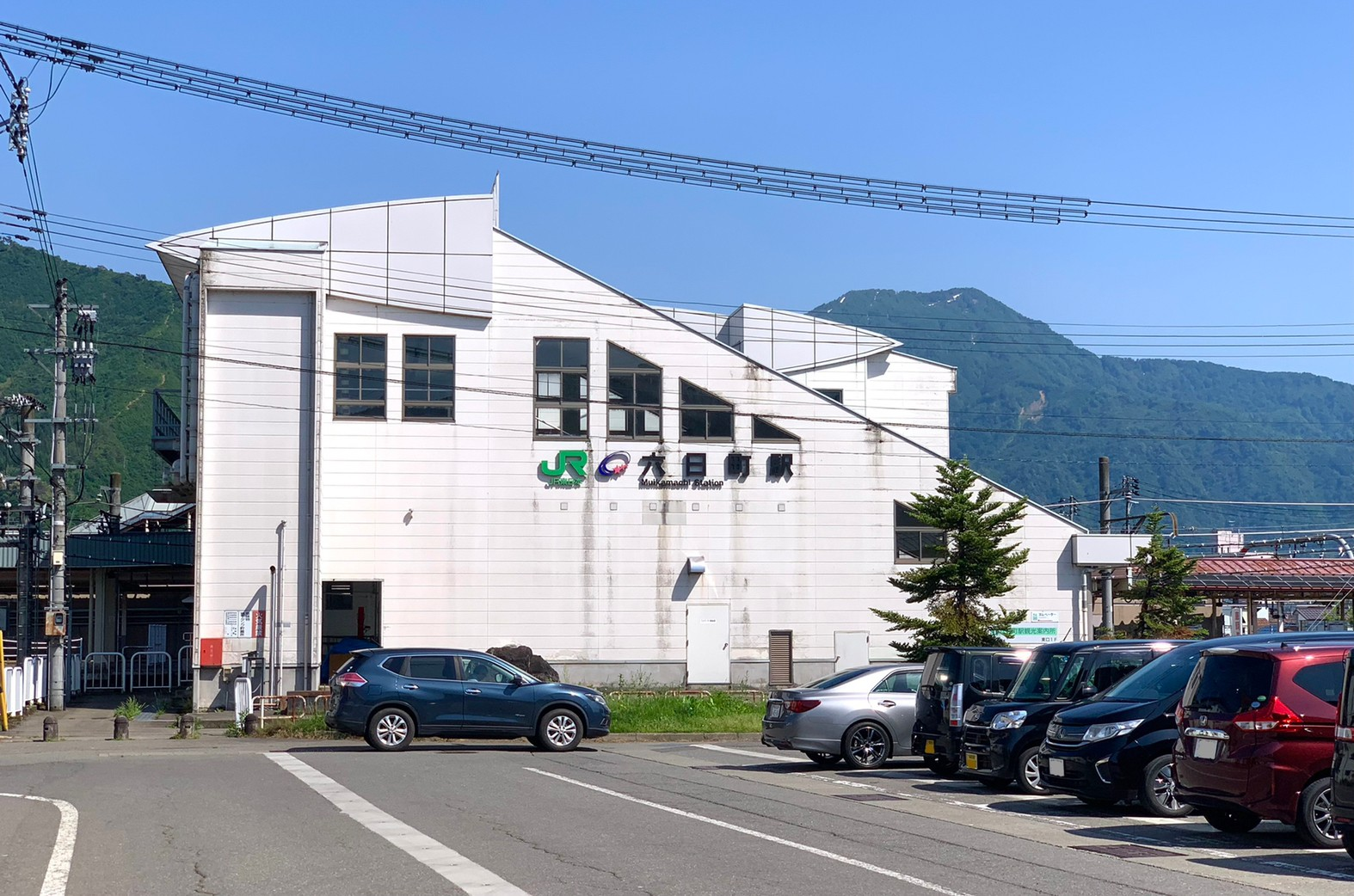
西口（2022年5月）

六日町駅（むいかまちえき）は、新潟県南魚沼市六日町にある、東日本旅客鉄道（JR東日本）・北越急行の駅である。

## 乗り入れ路線
JR東日本の上越線と北越急行のほくほく線が乗り入れている。ほくほく線は当駅が起点であるが、上越線経由で越後湯沢駅まで直通運転を行っている。
上越新幹線は当駅を経由せず、新幹線新潟方面と特急「はくたか」とを乗り継ぐ場合は一旦越後湯沢駅まで行かなければならなかったが（または浦佐駅から当駅まで普通列車を利用）、分岐駅通過の特例は設定されなかった。

## 歴史
- 1923年（大正12年）11月18日：上越北線（現：上越線）浦佐 - 塩沢間の開通時に一般駅として開業[1][2]。
- 1960年（昭和35年）3月末：ホームをかさ上げ[新聞 1]。
- 1963年（昭和38年）11月1日：電報取扱廃止[3]。
- 1964年（昭和39年）9月ごろ：温泉手洗い所が完成[新聞 2]。
- 1970年（昭和45年）12月15日：観光センターを開設[4]。
- 1982年（昭和57年）11月15日：旅行センターを廃止（新幹線開業に伴う浦佐駅への旅行センター開設のため）[新聞 3]。
- 1984年（昭和59年）1月20日：車扱貨物の取り扱いを廃止し、旅客駅となる[1]。
- 1985年（昭和60年）3月14日：チッキの取り扱いを廃止[1]。
- 1987年（昭和62年）4月1日：国鉄分割民営化に伴い、JR東日本の駅となる[1]。
- 1996年（平成8年）
  - 12月6日：駅前のショッピングセンター内に「びゅうプラザ六日町」が開業[新聞 4]。
  - 12月18日：現駅舎が竣工[新聞 5][新聞 6]。
- 1997年（平成9年）3月22日：北越急行ほくほく線が開業[5]。
- 2009年（平成21年）
  - 3月14日：上越線のCTC化に伴い、運転取扱駅としての業務を廃止。
  - 4月1日：越後湯沢管理の業務委託化に伴い、駅長職を廃止。
- 2015年（平成27年）3月14日：北陸新幹線の長野駅 - 金沢駅間開業に伴うダイヤ改正で特急「はくたか」が廃止され、当駅停車の特急列車が消滅。
- 2017年（平成29年）4月18日：当駅 - うらがわら駅間で貨客混載事業を開始。前年までに北越急行と佐川急便が事業合意して発足[6]。

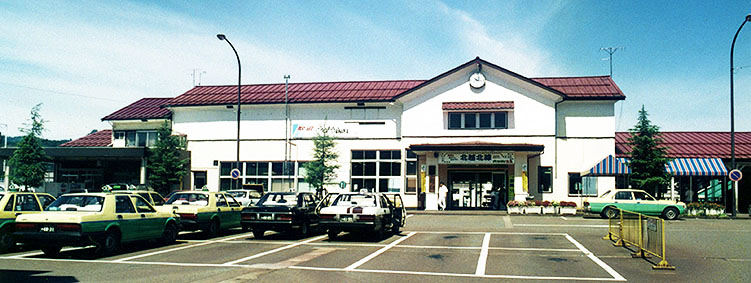
旧東口駅舎（1994年）

## 駅構造
単式ホーム1面1線と島式ホーム2面4線を有する地上駅で、橋上駅舎を有する。
JR東日本新潟シティクリエイト（JENIC）が運営する業務委託駅で、越後湯沢駅が管理する。JRと北越急行による共同使用駅で、北越急行側の駅業務はJR東日本が業務委託を受けている。駅舎内には、有人改札口、みどりの窓口、自動券売機、待合室が設置されている。また、改札外の1階と改札内の2階に化粧室が、コンコース上に発車標とほくほく線の運行情報表示器が設置されている。このほか、バリアフリー対策として、改札内コンコースと各ホームを連絡するエレベーターが設置されている。
自由通路の「六日町駅自由通路」は南魚沼市が管理しており、駅舎は自由通路に面する2階に設けられている。市では市民や駅利用者の潤いの醸成を目的として、合併前の旧六日町時代の1998年（平成10年）に「六日町駅自由通路・シンボル空間条例」を制定して運用を行っている。東口1階には美術館「棟方志功アートステーション」のほか、六日町観光協会の案内所があり、レンタサイクル「里山Minicle（ミニクル）」の貸出が行われている。また、バリアフリー対策として、東口側と西口側の双方出入口にエレベーターが設置されている。
北越急行ほくほく線の超快速は通過していたが廃止当時は停車していた。

### のりば
| 番線 | 路線        | 方向           | 行先               | 備考                     |
| ---- | ----------- | -------------- | ------------------ | ------------------------ |
| 1    | ■上越線     | 上り           | 越後湯沢・水上方面 |                          |
| 2    | ■上越線     | （臨時ホーム） | （臨時ホーム）     |                          |
| 3    | ■上越線     | 下り           | 長岡・新潟方面     |                          |
| 4    | ■上越線     | 上り           | 越後湯沢方面       | ほくほく線からの直通列車 |
| 4    | ■ほくほく線 | 下り           | 十日町・直江津方面 | 当駅始発の一部           |
| 5    | ■ほくほく線 | 下り           | 十日町・直江津方面 |                          |

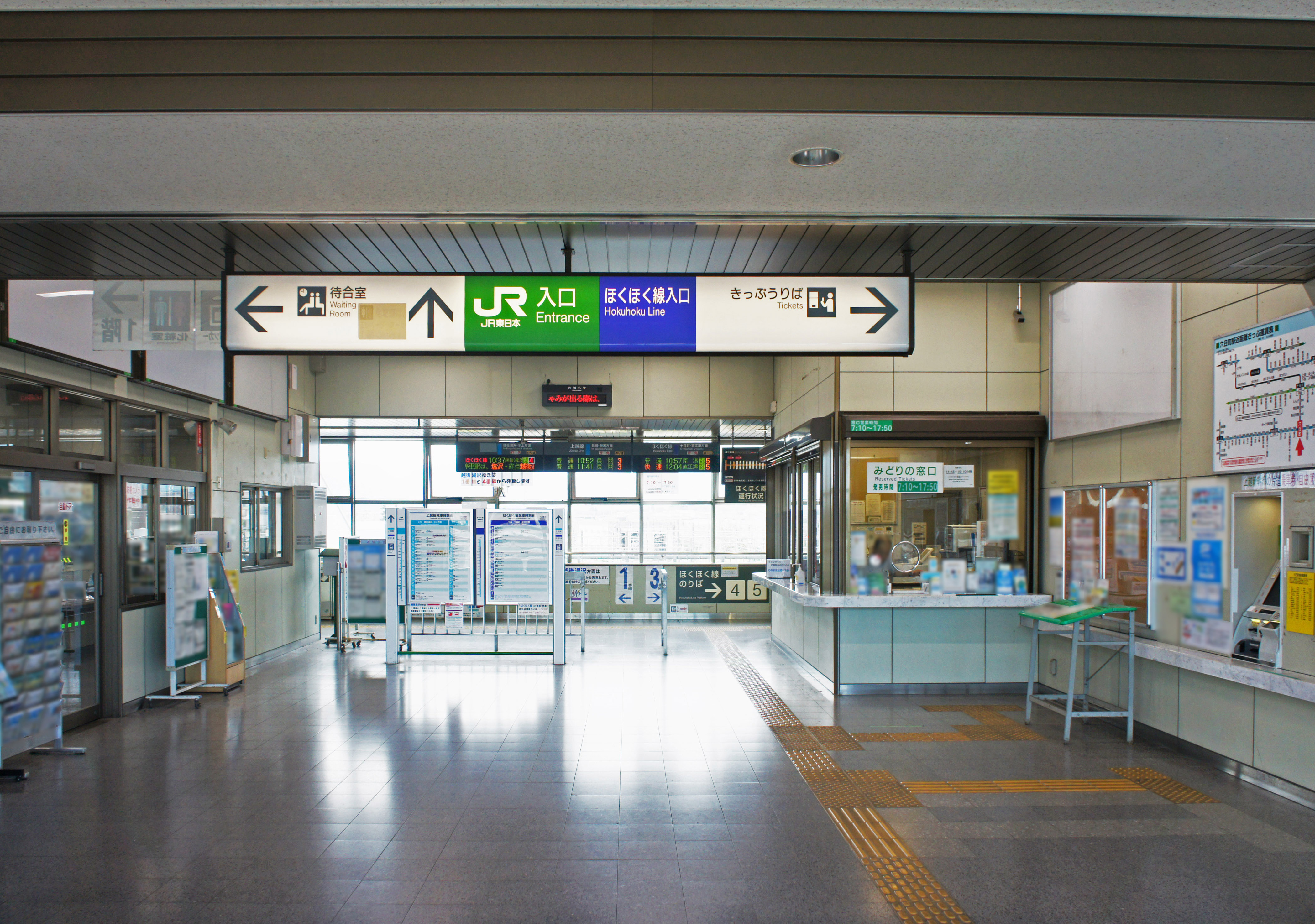
改札口（2021年9月）
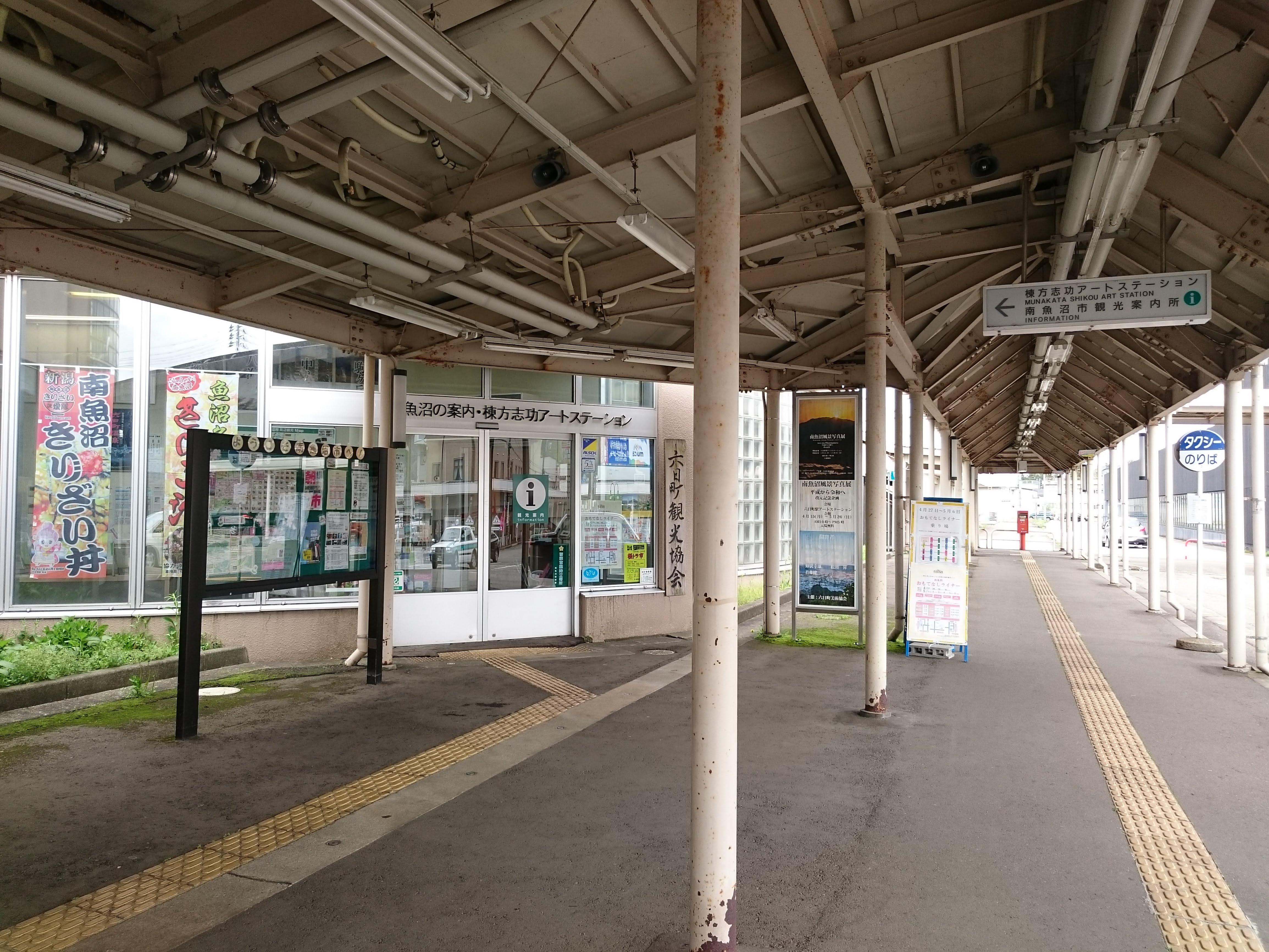
観光案内所（2019年4月）
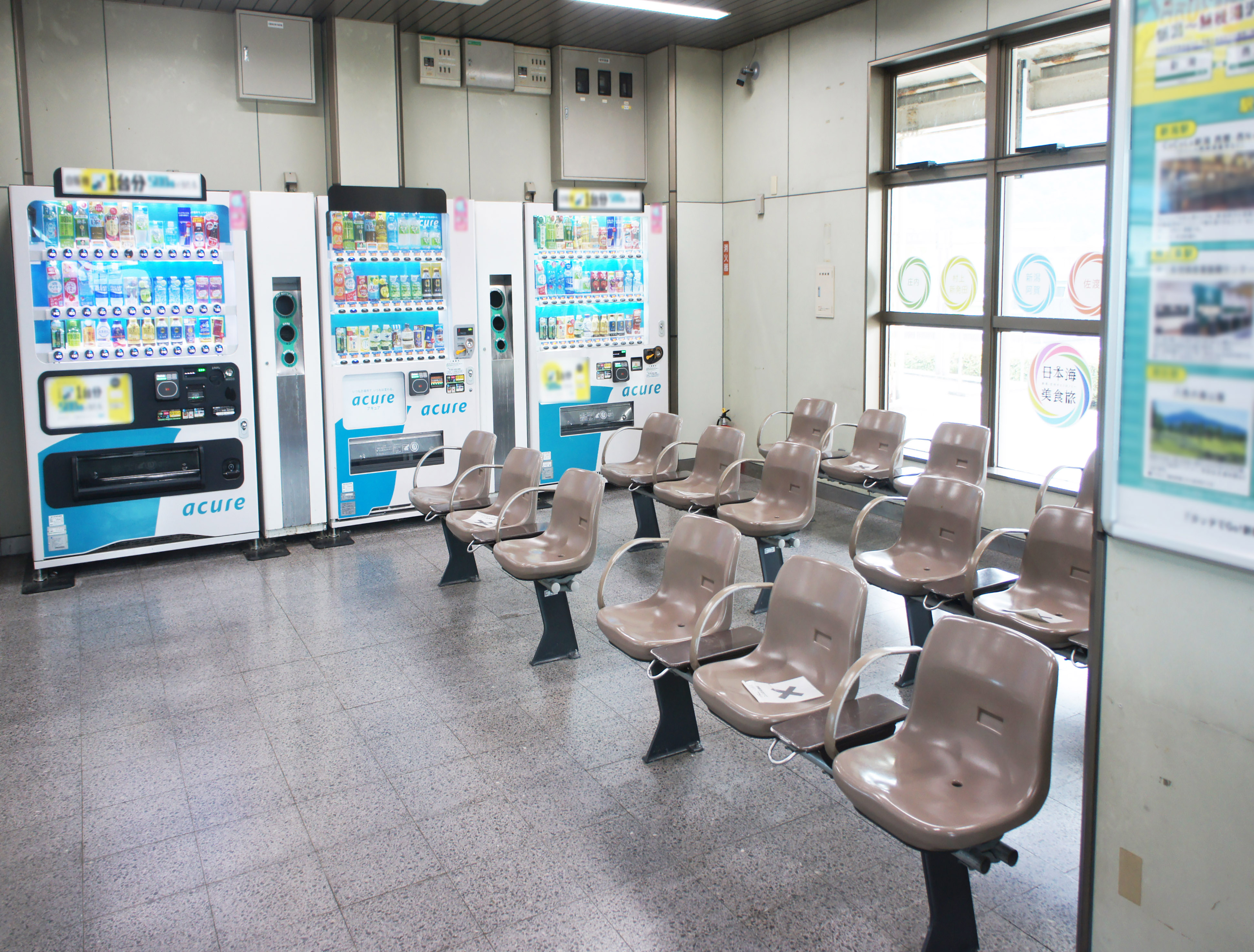
待合室（2021年9月）
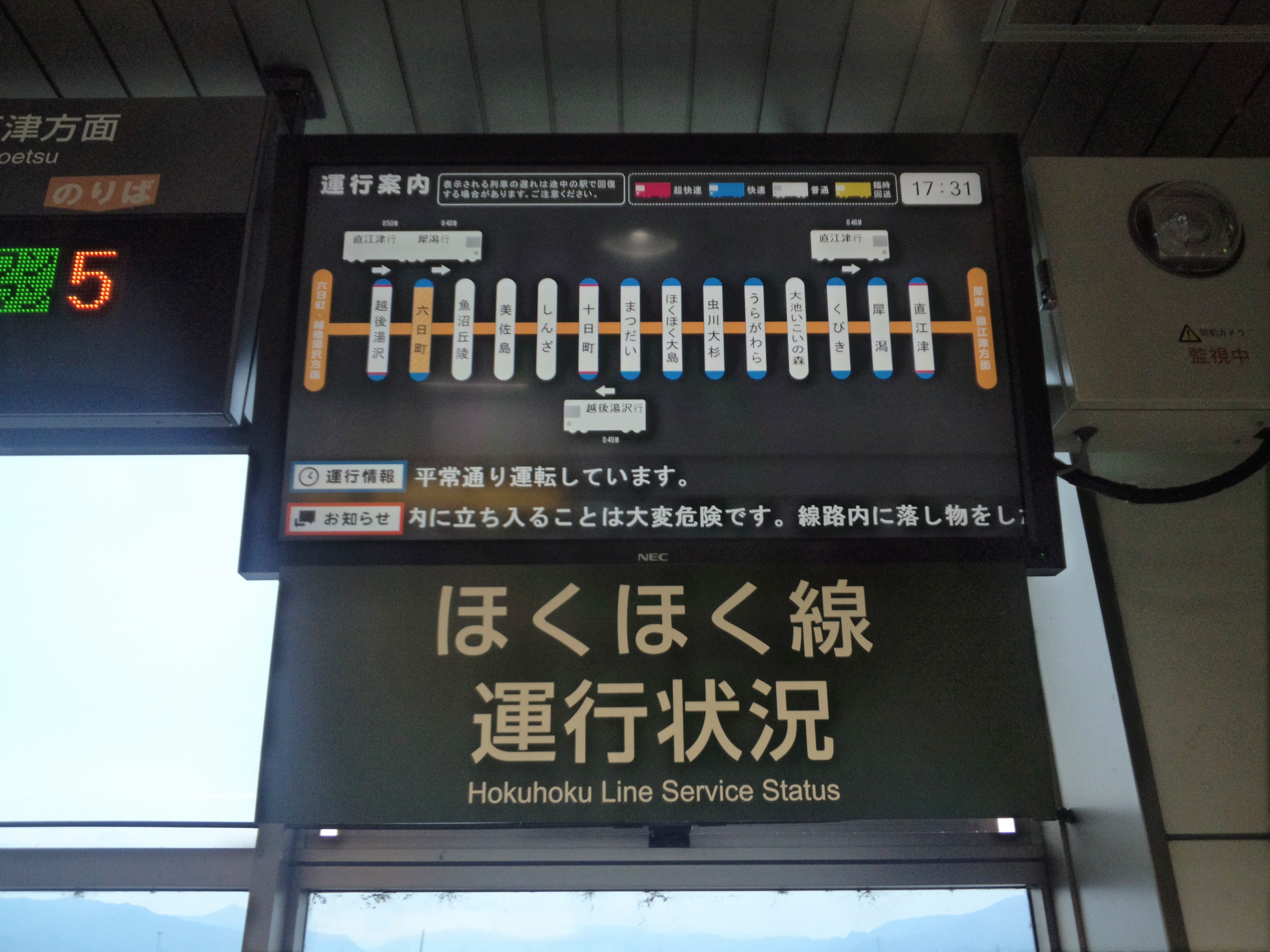
ほくほく線の運行状況表示機（2017年6月）
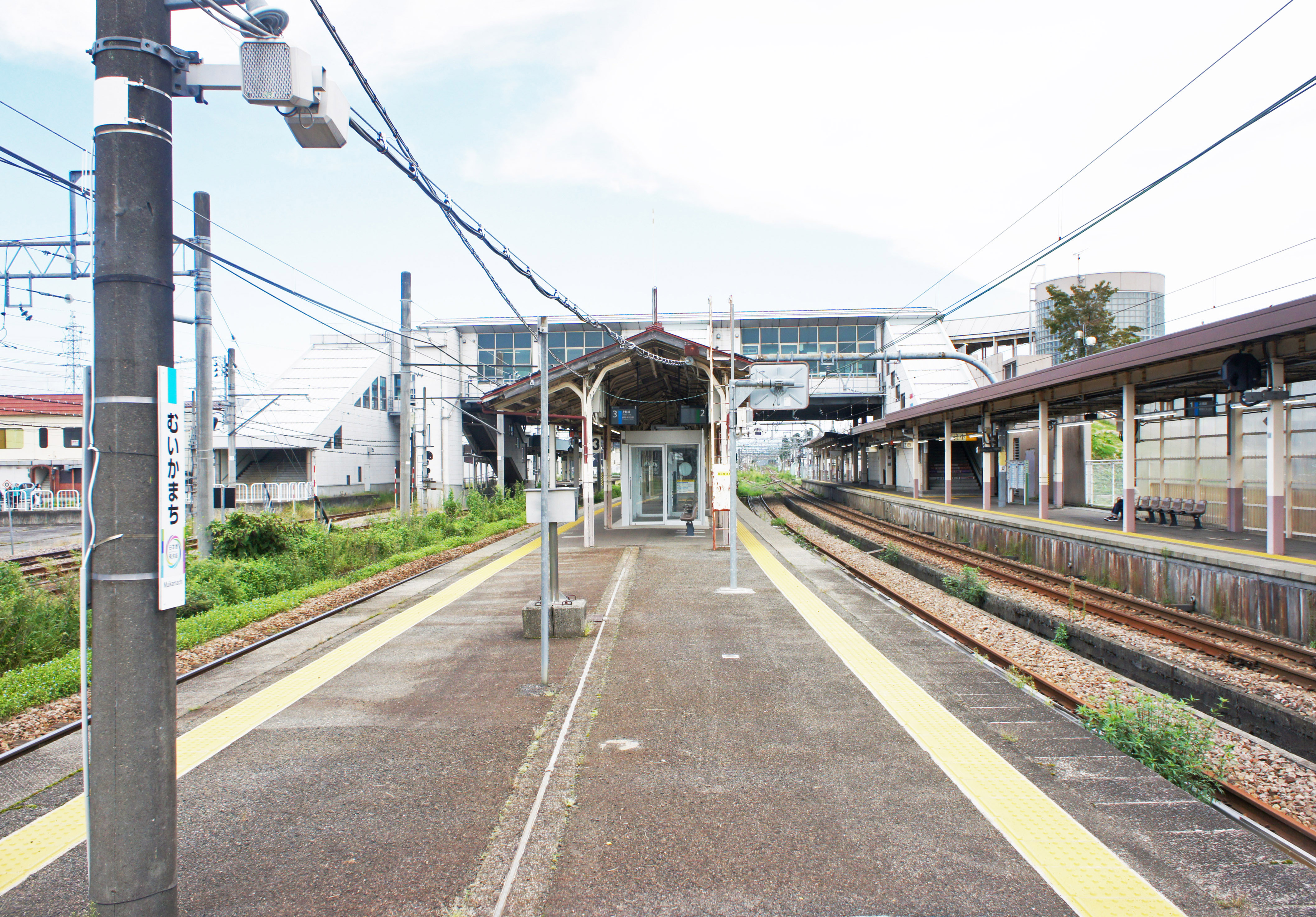
1 - 3番線ホーム（2021年9月）
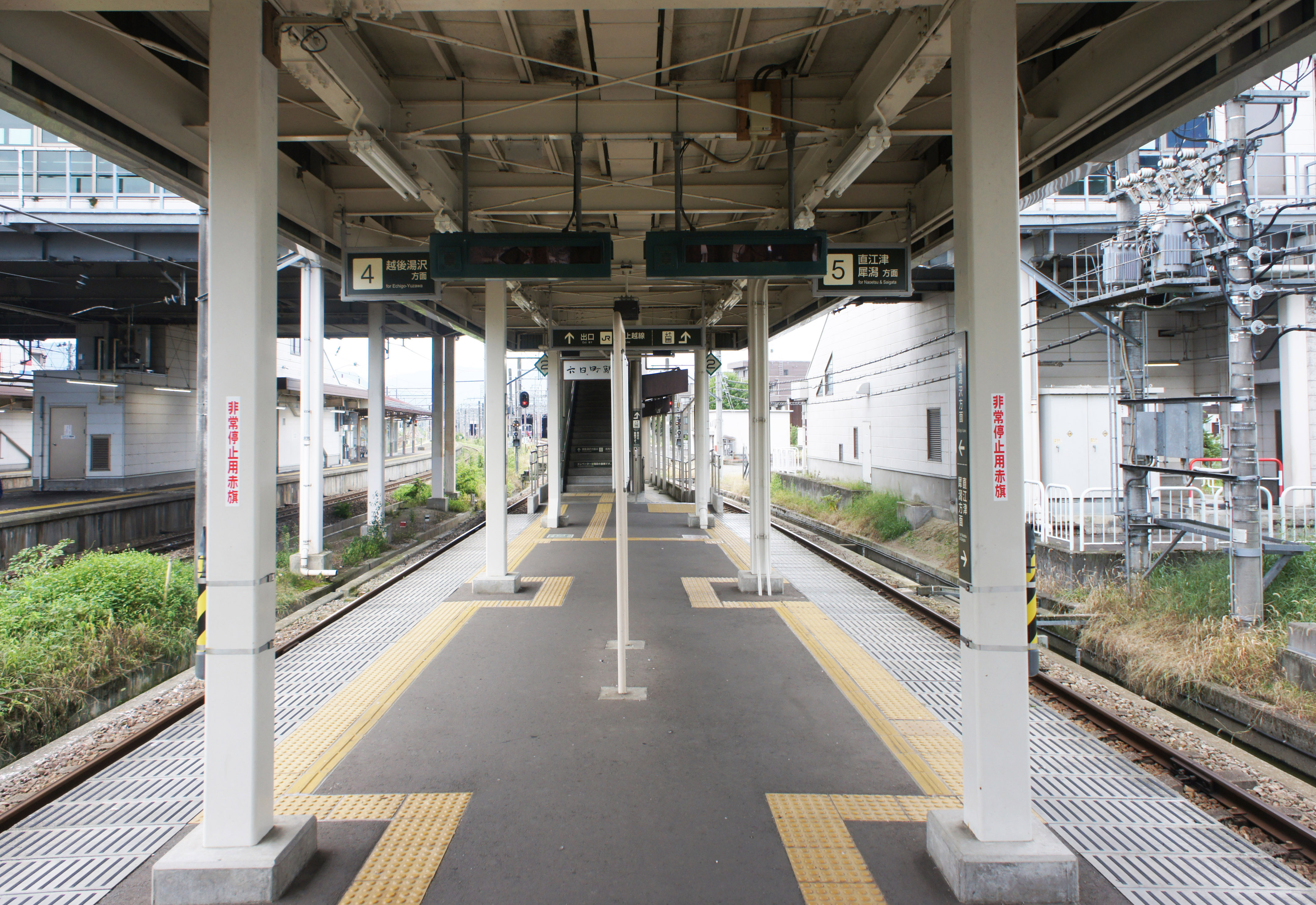
4・5番線ホーム（2021年9月）
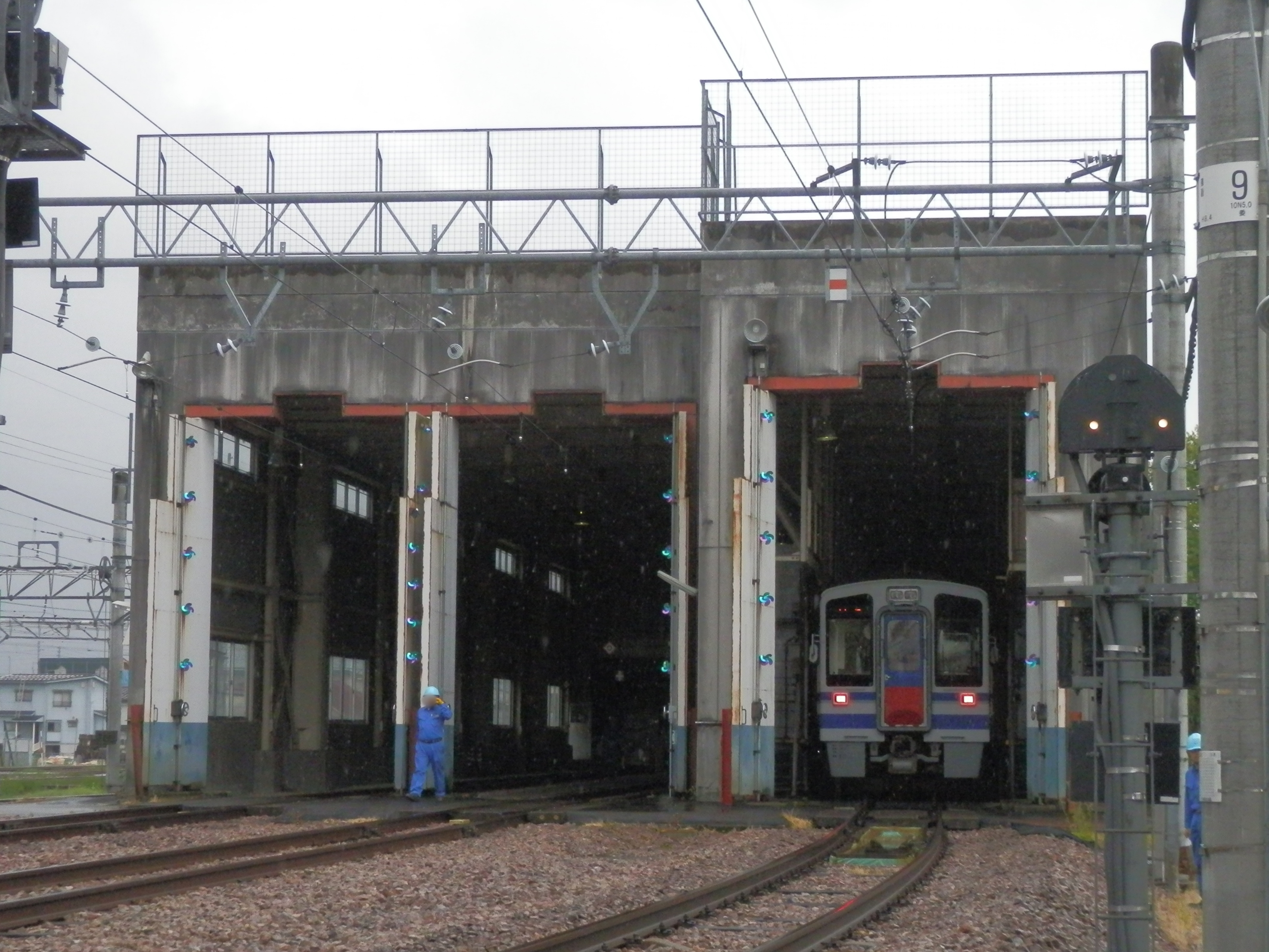
北越急行の車両基地（2015年6月）

## 利用状況

### JR東日本
JR東日本によると、2023年度（令和5年度）の1日平均乗車人員は1,324人である。実際には当駅で乗降しない北越急行との直通人員（通過人員）を含んだ数値であり、特急「はくたか」廃止後の2015年度（平成27年度）は大幅に減少している。
なお、2000年度（平成12年度）以降の推移は以下のとおりである。
| 1日平均乗車人員推移 | 1日平均乗車人員推移 | 1日平均乗車人員推移 | 1日平均乗車人員推移 | 1日平均乗車人員推移 |
| 年度                | 定期外              | 定期                | 合計                | 出典                |
| ------------------- | ------------------- | ------------------- | ------------------- | ------------------- |
| 2000年（平成12年）  |                     |                     | 5,557               | [ 利用客数 2 ]      |
| 2001年（平成13年）  |                     |                     | 5,781               | [ 利用客数 3 ]      |
| 2002年（平成14年）  |                     |                     | 5,843               | [ 利用客数 4 ]      |
| 2003年（平成15年）  |                     |                     | 5,784               | [ 利用客数 5 ]      |
| 2004年（平成16年）  |                     |                     | 5,457               | [ 利用客数 6 ]      |
| 2005年（平成17年）  |                     |                     | 5,637               | [ 利用客数 7 ]      |
| 2006年（平成18年）  |                     |                     | 5,901               | [ 利用客数 8 ]      |
| 2007年（平成19年）  |                     |                     | 6,052               | [ 利用客数 9 ]      |
| 2008年（平成20年）  |                     |                     | 5,978               | [ 利用客数 10 ]     |
| 2009年（平成21年）  |                     |                     | 5,790               | [ 利用客数 11 ]     |
| 2010年（平成22年）  |                     |                     | 5,416               | [ 利用客数 12 ]     |
| 2011年（平成23年）  |                     |                     | 5,313               | [ 利用客数 13 ]     |
| 2012年（平成24年）  | 4,666               | 1,088               | 5,754               | [ 利用客数 14 ]     |
| 2013年（平成25年）  | 4,781               | 1,172               | 5,953               | [ 利用客数 15 ]     |
| 2014年（平成26年）  | 4,553               | 1,094               | 5,647               | [ 利用客数 16 ]     |
| 2015年（平成27年）  | 816                 | 1,108               | 1,924               | [ 利用客数 17 ]     |
| 2016年（平成28年）  | 772                 | 1,039               | 1,812               | [ 利用客数 18 ]     |
| 2017年（平成29年）  | 754                 | 1,039               | 1,794               | [ 利用客数 19 ]     |
| 2018年（平成30年）  | 786                 | 1,037               | 1,824               | [ 利用客数 20 ]     |
| 2019年（令和元年）  | 722                 | 1,015               | 1,738               | [ 利用客数 21 ]     |
| 2020年（令和02年）  | 271                 | 938                 | 1,209               | [ 利用客数 22 ]     |
| 2021年（令和03年）  | 310                 | 833                 | 1,144               | [ 利用客数 23 ]     |
| 2022年（令和04年）  | 460                 | 813                 | 1,274               | [ 利用客数 24 ]     |
| 2023年（令和05年）  | 539                 | 785                 | 1,324               | [ 利用客数 1 ]      |

### 北越急行
| 1日乗降人員推移 | 1日乗降人員推移 |
| 年度            | 1日平均人数     |
| --------------- | --------------- |
| 2016年          | 1,001           |
| 2017年          | 1,017           |

## 駅周辺

### 東口
元々出入口が設けられていたのは六日町の中心市街地に面する東口側で、徒歩3分ほどで国道17号の六日町駅前交差点に達し、その先で三国街道・六日町宿に達する。東口側には商店街があるほか、市役所、警察署、郵便局などの公共機関や金融機関が多く所在している。魚野川の両岸には六日町温泉の温泉施設や旅館が点在する。
駅前ロータリーにはショッピングセンター「RARA」がある。このショッピングセンターは町と農協「くみあい生活センター」、地元商店街、六日町商工会が出資して1994年（平成6年）に発足した「六日町街づくり株式会社」により建設が進められ、鉄骨平屋建ての建物にAコープを核として33の専門店が出店する売り場面積4,300平方メートル、駐車場400台のショッピングセンターとして1996年（平成8年）12月に全館オープンしたものである。屋内・屋外にコミュニティー広場が設けられたほか、駐車場は周辺商店にも利用できるなどコミュニティを重視した施設となっている。なお、整備にあたっては国の商店街整備等支援事業にも指定された。
2000年（平成12年）には駅と駅前商店街を結ぶアーケードが整備された。
2014年（平成26年）にはRARA内に南魚沼市図書館が移転オープンした。

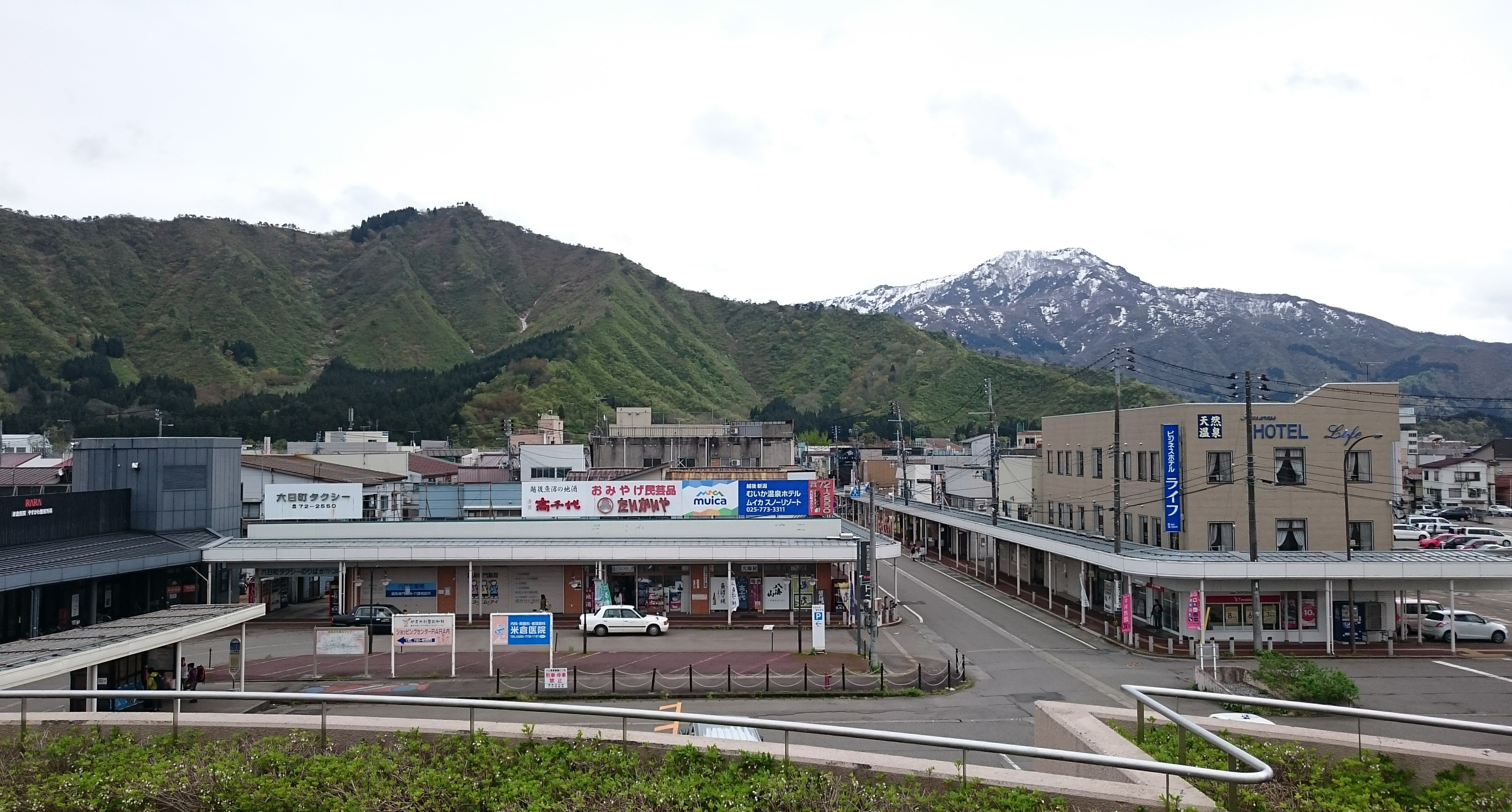
東口の駅前風景。左端がショッピングセンター「RARA」
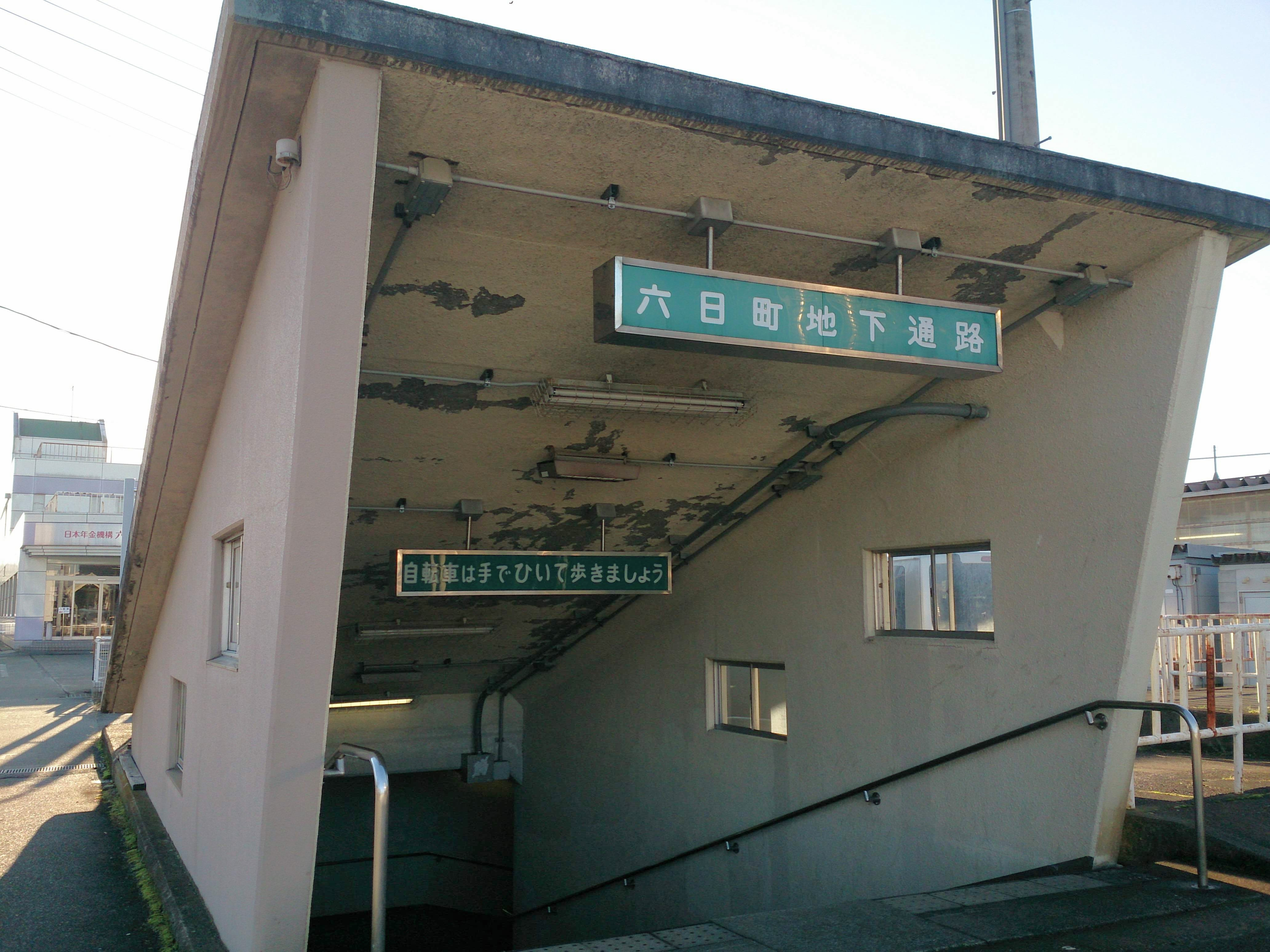
旧駅舎時代に開通した地下通路の入口

### 西口
住宅地があり、北越急行の本社が置かれている。西口側には新潟県立六日町高等学校および新潟県立八海高等学校をはじめとする教育機関が多く所在している。

## バス路線

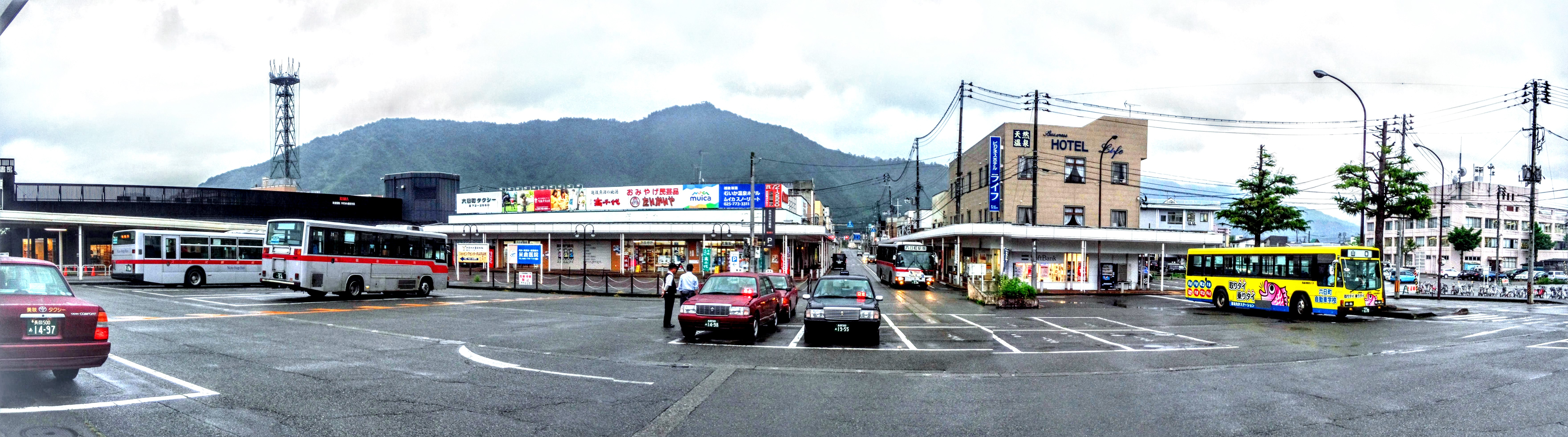
駅前のバス・タクシープール

越後交通グループの南越後観光バスが運行する路線バス、および南魚沼市のコミュニティバス「市民バス」が当駅前を発着、または周辺を経由する。前者の運行路線には英字2文字の路線記号を付与したが、これは停留所にのみ掲載され、バス車体には表示されないため要注意である。

### 東口ロータリー発着
- MK 六日町＝浦佐＝小出 線[12][13]
- MH 六日町＝上原＝山口＝八海山スキー場 線[14][15]
- MD 六日町＝宮村＝野中 線[16][17]
- MM 六日町＝イオン六日町店＝六日町車庫 線[18][19]
- MS 六日町＝沢口＝清水 線[20][21]
- MB 六日町＝南魚沼市民病院 線[22]

いずれも、ロータリー内の「六日町駅前」停留所（MK01、MH01、MD01、MM01、MS01、MB01）を発着する。

### その他路線
- 市民バス - 3路線とも東口を出て徒歩2分の「南魚沼市役所」が最寄りバス停となる。
  - ■ 五十沢・大月コース[23]
  - ■ 城内コース[24]
  - ■ 大巻・泉コース[25]
- 南越後観光バス - 東口から徒歩5分ほどの国道17号沿いに位置する「六日町駅角」（MY45）が最寄りバス停となる。
  - MY 湯沢＝塩沢＝六日町 線[26][27]

## 隣の駅
東日本旅客鉄道（JR東日本）
■上越線
塩沢駅 - 六日町駅 - 五日町駅
北越急行
■ほくほく線（越後湯沢駅 - 当駅間はJR上越線）
越後湯沢駅 - （一部塩沢駅） - 六日町駅 - 魚沼丘陵駅

### 記事本文